# Atlético Madrid (Handball)
Der Club Atlético de Madrid war ein spanischer Handballverein als Sparte des Club Atlético de Madrid.

## Geschichte
Die Handballabteilung des Club Atlético de Madrid wurde in den 1920er Jahren gegründet, bestritt ihr erstes offizielles Spiel allerdings erst am 27. Februar 1947.
In der Saison 1951/52 wurde erstmals die spanische Meisterschaft gewonnen, 1962 erstmals der spanische Pokalwettbewerb. Der Verein gehörte bis in die 1980er Jahre zu den besten spanischen Vereinen. Insgesamt gewann man elf Meistertitel, zehn Pokalwettbewerbe und zwei Mal den Supercup Spaniens.
Aufgrund von wirtschaftlichen Schwierigkeiten beschloss Vereinspräsident von Club Atlético de Madrid, Jesús Gil, zum Ende der Saison 1991/92, in der der 3. Platz belegt wurde, die Auflösung der Handballsparte.
Die Handballer zogen nach Alcobendas; fortan nahm die Mannschaft unter dem Namen Atlético Madrid Alcobendas noch zwei Jahre am Spielbetrieb der Liga Asobal teil, zuletzt in der Saison 1993/94, in der man den Klassenerhalt schaffte; die Mannschaft wurde dann jedoch vom Spielbetrieb zurückgezogen.
International spielte die Mannschaft im Europapokal der Landesmeister, im Europapokal der Pokalsieger und im IHF-Pokal. In der Saison 1984/85 des Europapokals der Landesmeister verlor man das Finale gegen Metaloplastika Šabac. In der Saison 1986/1987 verlor man das Finale gegen Granitas Kaunas.
In der Tradition des Vereins stand die kurzlebige Neugründung Club Balonmano Atlético de Madrid.

## Kader
Zum Spielerkader gehörten Juan Francisco Muñoz, Juan de la Puente, Lorenzo Rico, Dragan Škrbić, Tomas Svensson und Veselin Vuković.

## Spielstätte
Seine Heimspiele trug der Verein im Polideportivo Antonio Magariños in Madrid aus.

## Erfolge
- 11 × Spanischer Meister: 1952, 1954, 1962, 1963, 1964, 1965, 1979, 1981, 1983, 1984, 1985
- 10 × Copa del Rey: 1962, 1963, 1966, 1967, 1968, 1978, 1979, 1981, 1982, 1987
- 02 × Supercopa de España: 1986, 1988